# Wikiwand
Wikiwand este un produs de software proprietar dezvoltat pentru vizualizarea articolelor de pe Wikipedia în engleză, disponibil ca extensie pe mai multe navigatoare web sau ca aplicație mobilă. Interfața conține, pe lângă textul propriu-zis preluat de pe Wikipedia, un sistem propriu de navigare, reclame și articole sponsorizate.

## Istorie
Wikiwand (inițial WikiWand) a fost fondat în 2013 de Lior Grossman și Ilan Lewin. La lansarea oficială din august 2014, interfața includea un meniu în bara laterală, o bară de navigare, legături către alte limbi, font schimbat și acces la previzualizările articolelor legate prin hypertext. Cuprinsul este afișat întotdeauna în partea stângă. Interfața include, de asemenea, reclame și articole sponsorizate. În iulie 2020, o pagină web aleatorie de pe Wikiwand conținea 6 reclame și 36 de articole sponsorizate; cinci casete de publicitate se aflau în corpul articolului afișat, una în bara de navigare din partea stângă, iar articolele sponsorizate erau listate sub conținutul articolului.
Potrivit co-fondatorului Lior Grossman, „Am găsit ciudat că al cincilea cel mai popular site din lume, utilizat de o jumătate de miliard de oameni, are o interfață care nu a mai fost actualizată de peste un deceniu. Am evaluat interfața Wikipedia ca fiind aglomerată, greu de citit (blocuri mari de text mărunt), greu de navigat și cu lipsuri mari din punct de vedere al utilizabilității.”
Ilan Lewin a părăsit postul de CTO la Wikiwand în mai 2017, iar Lior Grossman a părăsit postul de CEO în ianuarie 2019.

## Disponibilitate
Interfața este disponibilă pe Chrome, Safari și Firefox, precum și prin intermediul site-ului web Wikiwand. În martie 2015, Wikiwand a lansat o aplicație iOS pentru iPhone și iPad. O aplicație Android este în prezent (februarie 2020) în curs de dezvoltare.

## Model de afaceri
În 2014, Wikiwand a strâns fonduri în valoare de 600.000 de dolari americani pentru dezvoltarea interfeței. Reprezentanții organizației au declarat că intenționează să strângă venituri din publicitate și să doneze 30% din profituri către Wikimedia Foundation, dar declarația respectivă a fost eliminată de pe pagina lor de prezentare la începutul anului următor.